# مارماهی دندان‌اره‌ای سیاه
مارماهی دندان‌اره‌ای سیاه (نام علمی: Serrivomer brevidentatus) نام یک گونه از تیره مارماهی دندان‌اره‌ای است.